# Liz Barnes
Liz Barnes (eigentlich Elizabeth Ann Barnes, verheiratete Laban; * 3. August 1951 in Woolwich) ist eine ehemalige britische Mittelstreckenläuferin und Sprinterin.
Bei den Olympischen Spielen 1976 in Montreal wurde sie Siebte in der 4-mal-400-Meter-Staffel und schied über 800 m im Vorlauf aus.
Über 800 m wurde sie 1978 bei den Commonwealth Games in Edmonton für England startend Vierte und erreichte bei den Leichtathletik-Europameisterschaften in Prag das Halbfinale. Bei den Leichtathletik-Halleneuropameisterschaften 1980 in Sindelfingen und bei den Pacific Conference Games 1981 gewann sie Bronze.
1980 wurde sie Englische Hallenmeisterin über 400 m.

## Persönliche Bestzeiten
- 400 m: 52,2 s, 22. Mai 1976, Kiew
- 800 m: 2:01,35 min, 9. Juli 1976, Zürich
  - Halle: 2:01,5 min, 2. März 1980, Sindelfingen
- 1000 m: 2:39,8 min, 26. Mai 1976, London